# BSG80 - Galactica Discovers Earth (2)
De aflevering Galactica Discovers Earth (2) is de tweede aflevering van de sciencefictionserie Galactica 1980.

## Hoofdrollen
- Commander Adama - Lorne Greene
- Boomer - Herbert Jefferson, Jr.
- Kapitein Troy - Kent McCord
- Luitenant Dillon - Barry Van Dyke
- Jamie Hamilton - Robyn Douglass
- Dokter Zee - Robbie Rist

## Gastrollen
- Xavier - Richard Lynch
- Professor Mortinson - Robert Reed
- Generaal Wilhelm Yodel - Curt Lowens (een samentrekking van de historische Duitse generaals Alfred Jodl en Wilhelm Keitel
- Sheriff - Ted Gehring

## Synopsis
Troy, Dillon en de aardse verslaggever Jamie Hamilton reizen terug in de tijd naar nazi-Duitsland om te proberen de ontsnapte wetenschapper dokter Xavier terug te brengen naar de Galactica. Ze komen erachter dat Xavier verbeteringen heeft gemaakt aan het ontwerp van de V-2 raket. Na een aantal pogingen dit te saboteren slagen ze er uiteindelijk in bij de testlancering van de V-2 om deze te vernietigen.